# 28 Maartstadion
Het 28 Maartstadion (Arabisch: ملعب 28 مارس) is een multifunctioneel stadion in de Libische stad Benghazi. Het stadion wordt vooral gebruikt voor voetbalwedstrijden en atletiekwedstrijden. In het stadion kunnen 55.000 toeschouwers. Onder andere het nationale elftal van Libië speelt internationale thuiswedstrijden in dit stadion.

## Afrikaans kampioenschap voetbal 1982
In 1982 werd dit stadion gebruikt voor de Afrika Cup van dat jaar. Er werden twee stadions uitgekozen om wedstrijden te spelen. Het andere stadion was het 11 Junistadion in Tripoli. Er werden 6 groepswedstrijden en een halve finale gespeeld.
| № | Datum         | Wedstrijd           | Uitslag | Afrika Cup   | Toeschouwers |
| - | ------------- | ------------------- | ------- | ------------ | ------------ |
| 1 | 7 maart 1982  | Nigeria – Ethiopië  | 3 – 0   | Groepsfase   | 5.000        |
| 2 | 7 maart 1982  | Algerije – Zambia   | 1 – 0   | Groepsfase   | 5.000        |
| 3 | 10 maart 1982 | Zambia – Ethiopië   | 1 – 0   | Groepsfase   | 5.000        |
| 4 | 10 maart 1982 | Algerije – Nigeria  | 2 – 1   | Groepsfase   | 5.000        |
| 5 | 13 maart 1982 | Algerije – Ethiopië | 0 – 0   | Groepsfase   | 5.000        |
| 6 | 13 maart 1982 | Zambia – Nigeria    | 3 – 0   | Groepsfase   | .000         |
| 7 | 16 maart 1982 | Ghana – Algerije    | 3 – 2   | Halve finale | 5.000        |